# Флаг Светлого
Флаг муниципального образования ЗАТО Све́тлый Саратовской области Российской Федерации.
Флаг утверждён 25 марта 2005 года и внесён в Государственный геральдический регистр Российской Федерации с присвоением регистрационного номера 1901.
Флаг является официальным символом муниципального образования ЗАТО Светлый.

## Описание
«Флаг муниципального образования ЗАТО Светлый представляет собой прямоугольное полотнище из двух горизонтальных полос: верхней — лазоревого цвета с изображением в центре полосы солнца и нижней — белого цвета. Соотношение полос: 1:4».

## Обоснование символики
Флаг составлен на основании герба муниципального образования ЗАТО Светлый Саратовской области, по правилам и соответствующим традициям геральдики, и отражает исторические, культурные, социально-экономические местные традиции.
Лазоревый цвет символизирует небо и воду.
Солнце — символ света, что отражает название населённого пункта.
Белый цвет (серебро) символизирует чистоту помыслов, благородство поступков, справедливость, движение, вооружение.